# Diego Bonavina
Diego Bonavina (Morciano di Romagna, 20 ottobre 1965) è un ex calciatore e dirigente sportivo italiano.

## Carriera

### Giocatore
Di ruolo centrocampista, comincia a giocare nel girone C dell'Interregionale 1983-1984 nel Dolo. Nelle stagioni  1984-1985 e  1985-1986 milita con i Biancogranata nella Promozione Veneto e in quest'ultimo campionato ricopre il doppio ruolo "rivoluzionario" di giocatore-allenatore assieme ad altri 4 compagni di squadra dopo l'esonero dell'allenatore Giorgio Vignando . Dal 1986 al 1992 gioca per il Giorgione 180 partite. Nel 1992 passa al Caerano e nel 1993 al Mantova. Dal 1994 al 1999 gioca per il Treviso 153 partite, di cui 58 in Serie B, con 5 gol segnati. Trasferitosi al Padova nel 1999 chiude la carriera nel 2000.

### Dirigente
Dal 1999 al 2012, è stato consigliere dell'Associazione Italiana Calciatori. Inoltre è stato uno dei membri che il 26 maggio 2009 hanno costituito l'A.I.E.C. ovvero Associazione Italiana Ex Calciatori; in questa associazione ha ricoperto il ruolo di vicepresidente. Ha fatto parte anche del consiglio direttivo e del comitato esecutivo del Settore Tecnico della FIGC.
Dal 2013, è presidente di AIC Onlus.

### Dopo il ritiro
Dal 1994 è avvocato in diritto sportivo. Dal novembre 2016 è direttore del comitato scientifico e insegna diritto sportivo presso Uni San Raffaele a Roma.
Nel 2017, dopo essere stato eletto consigliere comunale a Padova è stato nominato assessore allo sport dal sindaco Sergio Giordani.

## Palmarès
- Campionato Nazionale Dilettanti: 1

Treviso: 1994-1995 (girone D)
- Campionato italiano Serie C2: 1

Treviso: 1995-1996 (girone B)
- Campionato italiano Serie C1: 1

Treviso: 1996-1997 (girone A)